# Amzacea (gmina)
Amzacea – gmina w Rumunii, w okręgu Konstanca. Obejmuje miejscowości Amzacea, Casicea i General Scărișoreanu. W 2011 roku liczyła 2712 mieszkańców.